# Johnny Simmons
Johnny James Simmons (* 28. listopadu 1986, Montogomery, Alabama, Spojené státy americké) je americký herec. Proslavil se rolí ve filmu Božský Evan (2007), Jennifer's Body - Bacha, koušu! (2009), Scott Pilgrim proti zbytku světa (2010) a Charlieho malá tajemství. V roce 2017 si zahrál hlavní roli v seriálu Girlboss.

## Životopis
Simmons se narodil v Montogmery v Alabamě, ale vyrostl v Dallasu v Texasu. Navštěvoval školy Nathan Adams Elementary School a T. C. Marsh Middle School.

## Kariéra
V roce 2007 si poprvé zahrál ve filmu, a to po boku Steva Carella a Lauren Graham Božský Evan. V roce 2009 si zahrál v komediálním filmu Hotel pro psy. Ve filmu Jennifer's Body - Bacha, koušu! si zahrál přítele Anity, kterou hrála Amanda Seyfriedová. V roce 2011 byl obsazen do vedlejší roli ve filmu 21 Jump Street.
V roce 2012 si zahrál po boku Logana Lermana, Emmy Watsonová a Ezry Millera v teenagerském dramatu Charlieho malá tajemství. Film je adaptací stejnojmenného románu od Stephena Chboskyho. V únoru 2013 byl obsazen do dramatického televizního filmu Blink. V roce 2013 si zahrál v hudebním videu zpěváka Drakeho k písničce „Hold On, We're Going Home“. Ten samý rok si zahrál v komediálním filmu Frank and Cindy. V roce 2014 si zahrál v krátkém seriálu stanice Discover Channel Klondike. Následující rok si zahrál v thrillerovém filmu The Stanford Prison Experiment a zahrál si hlavní roli ve filmu The Late Bloomer. V roce 2017 byl obsazen do jedné z hlavních rolí netflixového seriálu Girlboss.

## Filmografie

### Film
| Rok  | Název                            | Role                   | Poznámky            |
| ---- | -------------------------------- | ---------------------- | ------------------- |
| 2004 | Then Hereafter                   | mladý Eric             | krátkometrážní film |
| 2006 | My Ambition                      | Jules Walters          | krátkometrážní film |
| 2007 | Božský Evan                      | Dylan Baxter           |                     |
| 2007 | Boogeyman 2                      | Paul                   |                     |
| 2008 | Ženská za volantem               | Teenager               |                     |
| 2008 | Spirit                           | Mladý Denny Colt       |                     |
| 2009 | Hotel pro psy                    | Dave                   |                     |
| 2009 | Dar                              | Ryan Brewer            |                     |
| 2009 | Jennifer's Body - Bacha, kouše!  | Chip Dove              |                     |
| 2010 | Scott Pilgrim proti zbytku světa | „Mladý Neil“ Nordegraf |                     |
| 2010 | Konspirátor                      | John Surratt           |                     |
| 2012 | 21 Jump Street                   | Billiam Willingham     |                     |
| 2012 | A Bag of Hammers                 | Kelsey Patterson v 18  |                     |
| 2012 | Charlieho malá tajemství         | Brad Hayes             |                     |
| 2013 | Whiplash                         | Andrew Neiman          |                     |
| 2013 | The To Do List                   | Cameron Mitchell       |                     |
| 2015 | The Phenom                       | Hopper Gibson          |                     |
| 2015 | The Stanford Prison Experiment   | Jeff Jansen / 1037     |                     |
| 2015 | Frank and Cindy                  | GJ Echternkamp         |                     |
| 2016 | Hraniční kontrola                | Benjamin Davis         |                     |
| 2016 | Dreamland                        | Monty Fagan            |                     |
| 2016 | The Late Bloomer                 | Dr. Peter Newmans      |                     |

### Televize
| Rok  | Název                       | Role          | Poznámky              |
| ---- | --------------------------- | ------------- | --------------------- |
| 2006 | Vražedná čísla              | Matt McCrary  | díl: „Killer Chat“    |
| 2011 | Cinema Verite               | Kevin Loud    | televizní film        |
| 2012 | Sherlock Holmes: Jak prosté | Adam Kemper   | díl: „Child Predator“ |
| 2013 | Blink                       | Dodge Trask   | televizní film        |
| 2014 | Klondike                    | Jack London   | 6 dílů                |
| 2015 | Dobrá manželka              | Erik Barsetto | díl: „Innocents“      |
| 2017 | Girlboss                    | Shane         | hlavní role, 13 dílů  |